# Campionato italiano di calcio da tavolo 2017
Il quarantatreesimo campionato italiano di calcio da tavolo venne organizzato dalla F.I.S.C.T. a Desenzano del Garda nel 2017.
Sono stati assegnati 6 titoli:
- Open
- Cadetti
- Veterans (Over40)
- Under19
- Under15
- Femminile

## Risultati

### Cat. Open

#### Ottavi di finale
- Ciccarelli Matteo 3 - 1 Ciccarelli Andrea
- Di Vincenzo Andrea 4 - 2 Di Vito Marco
- Zambello Luca 3 - 2 Manganello Andrea
- Bari Saverio 5 - 3 Bellotto Edoardo
- Licheri Emanuele 0 - 1 Vagnoni Augusto
- Iorio Alessandro 1 - 3 Napolitano Niki
- Battista Luca 0 - 1 Cappellacci Luca
- Colangelo Luca 6 - 0 Recano Alberto

#### Quarti di finale
- Ciccarelli Matteo 3 - 2 Di Vincenzo Andrea
- Zambello Luca 1 - 0 Bari Saverio
- Vagnoni Augusto 4 - 3 Napolitano Niki
- Cappellacci Luca 2 - 6 Colangelo Luca

#### Semifinali
- Ciccarelli Matteo 4 - 0 Zambello Luca
- Vagnoni Augusto 1 - 7 Colangelo Luca

#### Finale
- Ciccarelli Matteo 1 - 3 Colangelo Luca

### Cat. Cadetti

#### Barrages
- Porro Michelangelo 1 - 2 Di Ce' Daniele
- De Francesco Antonio 4 - 3 Neri Alessandro
- Lo Cascio Emanuele 3 - 1 Ciraolo Gaetano
- Billi Alessandro - Troiani Pietro

#### Quarti di Finale
- Montanari Alessandro 0 - 1 Di Ce' Daniele
- Murabito Pierpaolo 1 - 2 De Francesco Antonio
- Furini Davide 1 - 2 Lo Cascio Emanuele
- Subazzoli Alessandro 1 - 2 Troiani Pietro

#### Semifinali
- Di Ce' Daniele 0 - 2 De Francesco Antonio
- Lo Cascio Emanuele 0 - 1 Troiani Pietro

#### Finale
- De Francesco Antonio 3 - 4 Troiani Pietro

### Cat. Veteran

#### Barrages
- Manganello Mauro 2 - 1 Mastrantuono Gianfranco
- Corradi Mario 1 - 0 Di Vito Raffaele
- Alessi Carlo 2 - 3 Torano Pasquale
- Lazzaretti Patrizio 5 - 0 Galeazzi Gianluca

#### Quarti di finale
- De Francesco Stefano 3 - 0 Manganello Mauro
- Mattiangeli Francesco 0 - 1 d.t.s.Corradi Mario
- Patruno Gerardo 3 - 0 Torano Pasquale
- Schiavone Massimiliano 0 - 5 Lazzaretti Patrizio

#### Semifinali
- De Francesco Stefano 2 - 0 Corradi Mario
- Patruno Gerardo 1 - 5 Lazzaretti Patrizio

#### Finale
- De Francesco Stefano 2 - 4 Lazzaretti Patrizio (tp)

### Cat. Under 19

#### Semifinali
- Cubeta Filippo 6 - 5 Amatelli Alessandro
- Zambello Paolo 2 - 1 Brillantino Matteo

#### Finale
- Cubeta Filippo 2 - 1 Zambello Paolo

### Cat. Under 15

#### Barrages
- Marangoni Alessandro 2 - 3 Natoli Riccardo
- Vezzuto Francesco 5 - 1 Manfioletti Thomas

#### Semifinali
- Giudice Leonardo 0 - 1 Natoli Riccardo
- La Torre Claudio 3 - 1 Vezzuto Francesco

#### Finale
- La Torre Claudio 3 - 1 Natoli Riccardo

### Cat. Ladies

#### Risultati Gironi
- Brillantino Giulia 2 - 0 Arpaia Gemma
- Cevolani Greta 0 - 5 Forlani Paola
- Brillantino Giulia 2 - 2 Cevolani Greta
- Forlani Paola 2 - 1 Boniface Héléne
- Brillantino Giulia 1 - 0 Boniface Héléne
- Cevolani Greta 0 - 0 Arpaia Gemma
- Brillantino Giulia 5 - 2 Forlani Paola
- Boniface Héléne 1 - 1 Arpaia Gemma
- Forlani Paola 2 - 0 Arpaia Gemma
- Boniface Héléne 2 - 0 Cevolani Greta

#### Finale
- Forlani Paola 3 - 2 Brillantino Giulia